# Verfall (deutsches Recht)
Der Verfall war ein strafrechtliches Instrument zur Abschöpfung rechtswidrig erlangter Vermögensgegenstände. Er zielte generalpräventiv darauf, jedem Anreiz zur Begehung
gewinnorientierter Straftaten entgegenzuwirken. Dies geschah, indem vergleichbar dem Kondiktionsrecht im Bürgerlichen Gesetzbuch die aufgrund eines Rechtsverstoßes herbeigeführte Fehlerhaftigkeit der Güterzuordnung korrigiert und dem Verfallsadressaten (Täter) der durch eine solche Tat zugeflossene Vorteil genommen wurde.
Als präventiv-ordnende Maßnahme war der Verfall im Unterschied zur Geldstrafe keine dem Schuldgrundsatz unterliegende strafähnliche Maßnahme, sondern ein Rechtsinstitut sui generis. Er war nicht auf die Zufügung eines Übels, sondern auf die Beseitigung eines Vorteils gerichtet, dessen Verbleib den Täter zu weiteren Taten verlocken könnte. Die Anordnung des Verfalls erfolgte als unselbstständiger Teil des von Amts wegen ergehenden Urteils oder Strafbefehls.
Durch das Gesetz zur Reform der strafrechtlichen Vermögensabschöpfung wurden die Regelungen des Verfalls in §§ 73 ff. StGB zum 1. Juli 2017 abgeschafft und mit den Regelungen zur Einziehung zusammengeführt.

## Strafgesetzbuch in der bis zum 30. Juni 2017 geltenden Fassung

### Voraussetzungen und Umfang
Gemäß § 73 StGB wurde der Verfall eines Vermögensvorteils angeordnet, wenn der Täter diesen aus einer rechtswidrigen Tat erlangt hatte. Sinn dieser Vorschrift war es, unrechtmäßig erlangten Vermögenszuwachs abzuschöpfen, also eine rechtswidrige Bereicherung zu beseitigen. Der Verfall war jedoch nach Ansicht des Bundesgerichtshofs keine Strafe, auch keine strafähnliche Maßnahme, sondern eine „Maßnahme eigener Art“.
Die Höhe des Verfalls richtete sich nach dem Bruttoprinzip. Das bedeutet, dass nicht bloß der Gewinn, sondern grundsätzlich alles, was der Täter für die Tat oder aus ihr erlangt hatte, für verfallen zu erklären war (§ 73 Abs. 1 Satz 1 StGB). Ausnahmen ergeben sich aus der Härteklausel in § 73c StGB.
Der Verfall konnte auch gegen denjenigen angeordnet werden, der nicht Täter, sondern Teilnehmer der rechtswidrigen Tat ist. Es musste außerdem kein schuldhaftes Handeln vorliegen, da der Verfall keine Strafe darstellte. Der Rechtssatz „nulla poena sine culpa“ (lat., keine Strafe ohne Schuld) war daher nicht anwendbar.
Die Anordnung war gemäß § 73 Abs. 1 Satz 2 StGB nicht möglich, wenn dem Verletzten aus der Tat ein Anspruch erwuchs, dessen Erfüllung den aus der Tat erlangten Vorteil beseitigt oder gemindert hätte. Möglich war hier dann aber die Beschlagnahme des Gegenstandes als Rückgewinnungshilfe im Sinne des § 111b Abs. 5 StPO.
War ein bestimmter Gegenstand nicht mehr beschaffbar oder der Verfall aus einem anderen Grunde nicht möglich, so war nach § 73a StGB sog. Wertersatz durch den Täter zu leisten. Damit sollte verhindert werden, dass erlangte Vermögensvorteile veräußert oder verbraucht werden, um so dem Verfall zu entgehen. Den Umfang und den Wert konnte das Gericht schätzen (§ 73b StGB). Über den Verfall hinaus war der erweiterte Verfall (§ 73d StGB) zulässig. Dieser wies im Vergleich zum herkömmlichen Verfall zwei Unterschiede auf:
1. müssen die Verfallsobjekte nicht aus einer konkret abgeurteilten Tat stammen, sondern es genügen beliebige andere rechtswidrige Taten, soweit die Vorschrift nur auf den § 73d StGB verweist.
2. kann der erweiterte Verfall schon dann angeordnet werden, wenn nur die Umstände die Annahme rechtfertigen (es genügt eine konkrete Wahrscheinlichkeit), dass der Täter oder Teilnehmer die betreffenden Gegenstände aus einer oder für eine rechtswidrige Tat erlangt hat.

### Rechtsfolgen
Der Verfall bewirkte, dass das Eigentum an der Sache oder das verfallene Recht mit der Rechtskraft der Entscheidung auf den Staat überging. Vor der Rechtskraft wirkte die Anordnung als Veräußerungsverbot im Sinne des § 136 des Bürgerlichen Gesetzbuches (§ 73e StGB).

## Ordnungswidrigkeitenrecht
Durch § 29a OWiG wurde die Verwaltungsbehörde bzw. das zuständige Gericht ermächtigt, gegen den Beteiligten, der eine Ordnungswidrigkeit begangen hat, oder gegen einen Dritten, der aus der Ordnungswidrigkeit einen Vermögensvorteil hatte den Verfall anzuordnen. Der Verfall konnte im Ordnungswidrigkeitenrecht nur ein Geldbetrag sein. Der Verfall von Sachen und Rechten war aus Vereinfachungsgründen nicht vorgesehen.

Praktische Anwendung fand der Verfall nahezu nur im Wirtschaftsrecht, es sind aber auch Fälle aus dem Gewässer- bzw. Umweltschutzrecht oder Arbeitsrecht denkbar. Im gewerblichen Straßenverkehr wurde der Verfall ebenfalls angewandt. Vor allem das Handeln des Täters für einen Dritten als Nutznießer war von praktischer Bedeutung. Andere Fälle waren extrem selten. Der § 29a OWiG war eine Kann-Bestimmung, die zuständige Behörde muss also innerhalb ihres Ermessensspielraumes unter Beachtung des Opportunitätsprinzipes über die Anordnung des Verfalls entscheiden.

### Zweck der Vorschrift
Der Grund für den § 29a OWiG lag in dem Willen des Gesetzgebers, den Nutzen aus einer ordnungswidrigen Tat abzuschöpfen, um vor allem im Wirtschaftsrecht eine eventuelle Chancenungleichheit mit gesetzestreuen Mitbewerbern auszuschließen. Hierbei sollen auch solche Fälle erfasst werden, in denen zur Abschöpfung des Vermögensvorteils kein Bußgeld verhängt werden konnte (z. B. wegen mangelnder Vorwerfbarkeit, oder weil der Nutznießer der Tat nicht Täter war). § 29a OWiG beugt also einer für den Gesetzgeber unbefriedigenden Gesetzeslücke vor.

### Voraussetzungen für die Anordnung
Der Verfall, als Nebenfolge, konnte von der zuständigen Behörde nur unter Beachtung des Opportunitätsprinzips und in den Grenzen des § 29a OWiG angeordnet werden. Dieses Ermessen ersparte dem Gesetzgeber die Einführung einer Härtefallklausel analog zum § 73c StGB.

Die bedeutete für die Anordnung des Verfalls im Einzelnen:
- es wurde eine mit Geldbuße bedrohte Handlung (§ 1 OWiG) begangen durch die ein Vermögensvorteil erzielt wurde und dieser kann nicht durch eine Geldbuße abgeschöpft werden (es wurde also wegen dieser Tat kein Bußgeld verhängt)
- nur bei wirtschaftlich erheblichen (z. B. wenn das Wettbewerbsgefüge gestört wurde) Vorteilen
- die Gefahr einer Wiederholung durch andere war gegeben (Nachahmungstaten)
- es bestand ein Bedürfnis für die Befriedung der Rechtsordnung
- die Auswirkungen des Verfalls bedeuten für den Betroffenen keine unbillige Härte
- der Aufwand für die Sachverhaltsermittlung und die Anordnung des Verfalls ging nicht über das erzielte Ergebnis hinaus
- es war keine Abschöpfung des Nutznießers über ein Bußgeld wegen § 30 in Verbindung mit § 130 OWiG (Aufsichtspflichtverletzung) möglich (ein Angestellter hat zum Nutzen des Unternehmens eine OWi begangen).

### Höhe der Abschöpfung
Die Höhe der Abschöpfung richtete sich nach dem erlangten Vermögensvorteil und durfte diesen nicht überschreiten, konnte ihn aber im Ermessen der Behörde unterschreiten. Für die Bemessung der Verfallshöhe war der Vermögensvorteil, der unmittelbar aus dem Erfolg der Tat hervorgegangen ist, maßgeblich (z. B. ein Zinsgewinn aus der Anlage des Betrages oder ein Lottogewinn, wenn das Los mit dem Erlös der Tat gekauft wurde, sind nicht (!) zu berücksichtigen). Wurde durch die Tat ein Gegenstand erlangt, so ist seine Wertsteigerung bis zum Zeitpunkt der Entscheidung, aber nicht ein eventueller Wertverfall zu berücksichtigen.
Hierbei galt das Bruttoprinzip. Es konnten also keine Kosten, die für die Erlangung des unrechtmäßigen Vermögensvorteiles aufgewendet wurden, oder bei rechtmäßigem Verhalten hypothetisch entstandene Gewinne in Abzug gebracht werden. Dies ergab sich aus der Formulierung „Etwas“, statt der alten Formulierung „Vermögensvorteil“, die mit dem AWStGB-ÄndG vom 28. Februar 1992 eingeführt worden ist. Der Bundesgerichtshof hatte allerdings schon vor der Gesetzesänderung die Anwendung des Nettoprinzips bei der Höhe von Verfallsanordnungen im OWi-Recht kritisiert.
Bei der Bemessung des Verfallsbetrages war zu berücksichtigen, ob der Vermögensvorteil noch vorhanden ist und ob auf den Betrag Ansprüche Dritter bestehen. Insbesondere war zu beachten, dass es durch die Abschöpfung zu keinen Vermögensnachteilen Dritter (die z. B. Forderungen in den Geldbetrag haben) kommt.
Konnte die genaue Höhe des Vermögensvorteiles nicht ermittelt werden, wurde er von der zuständigen Behörde auf Grund der ihr vorliegenden Tatsachen geschätzt. Diese Schätzung ist für das eventuell später folgende Rechtsmittelverfahren zu belegen.

### Verfahren
Der Verfall wurde in der Regel mit der Einstellungsverfügung des Bußgeldverfahrens angeordnet. In Fällen, in denen auf die Einleitung eines Verfahren verzichtet wurde, z. B. auf Grund des § 47 OWiG oder des § 170 StPO in Verbindung mit § 47 Abs. 1 OWiG, konnte er auch in einem selbständigen Verfahren angeordnet werden.

### Verjährung
Die Verjährung der OWi nach § 31 OWiG schloss auch die Anordnung des Verfalls aus. Zur Verjährungsunterbrechung gelten die § 32, § 33 OWiG analog.